# De la Croix du Drapeau
La promotion de la Croix du Drapeau est la 98e promotion de Saint-Cyr (1913-1914) et l'avant-dernière avant la Grande Guerre.
Avec la 99e promotion, dite de la grande revanche (1914), elle reçoit le baptême le 30 juillet 1914. C'est en cette occasion qu'a été prêté le serment de 1914, initié par Jean Allard-Méeus (1891-1914), au cours duquel les tout jeunes Saint-Cyriens auraient fait le serment de monter en ligne en gants blancs et avec leurs casoars.
Mais selon le général Humbert, à ce titre, un seul cas historique a été dûment vérifié : celui d'Alain de Fayolle, qui monta ainsi à l'assaut de sa tranchée, le 22 août 1914.
Plusieurs personnalités, épargnées en 14-18, figurent au sein de la promotion « de la Croix du Drapeau » :
- Léon Cazeilles (1893-1940, mort pour la France), colonel d'Infanterie coloniale ;
- Augustin Guillaume (1895-1983), général ;
- Henry Bergasse (1894-1977), homme politique, ancien ministre des Anciens combattants et député des Bouches-du-Rhône (1946-1962) ;
- Roger Noiret (1895-1976), général et député des Ardennes (1958-1967) ;
- Jean des Vallières (1895-1970), Officier de cavalerie, puis d'aviation, écrivain (sous le pseudonyme de Jean Ravennes) et réalisateur de films ;
- Émile Hogard (1894-1990), général, père de Jacques Hogard (1918-1999), également général et beau-frère de Pierre de Bénouville ;
- René Marchand (1894-1985), général.
- Georges Ronin (1894-1954), général de brigade aérienne, chef des services spéciaux du général Giraud en 1943.

Figuraient également au sein de cette promotion :
- Alain de Fayolle (1891-1914), précité ;
- Robert Porchon (1894-1915), ami personnel de Maurice Genevoix (1890-1980), auquel il dédie Ceux de 14.